# Mortal Kombat X
Mortal Kombat X ([’mɔ:rtəl ’kɒmbæt eks]; сокр.MKX; с англ. — «Смертельная битва Икс») — компьютерная игра в жанре файтинга, разработанная компанией NetherRealm Studios для платформ PlayStation 4, Xbox One и Windows. Её выход состоялся 14 апреля 2015 года. Версиями игры для PlayStation 3 и Xbox 360 занимались другие разработчики, однако 28 июля 2015 года было официально объявлено об отмене выхода игры на этих игровых приставках. Является десятой игрой в основной серии файтингов Mortal Kombat.

## Игровой процесс
Как и предыдущие серии игры, Mortal Kombat X представляет собой файтинг. Счётчик энергии, впервые введённый в предыдущей игре Mortal Kombat 2011 года, в очередной раз позволит выполнять X-Ray, с некоторыми уточнениями, внесёнными в систему. По аналогии с Injustice: Gods Among Us, бойцы теперь могут взаимодействовать с окружающей средой, отскакивая от определённых мест, чтобы изменить своё положение или использовать сторонние предметы и окружение в качестве оружия. Каждый боец имеет три различные вариации ведения боя, обладая набором уникальных приёмов, которые может использовать во время поединка. Например, Скорпиона характеризуют стили ниндзюцу: «Hellfire», который основан на специальных приёмах с использованием огня, и «Inferno», который связан с призывом исчадий ада, которые помогают бойцу в битве. Также в игре присутствует полностью рабочий функционал для игры онлайн.

## Сюжет

### Сеттинг
Игра, как заявил Эд Бун, предлагает новую, оригинальную и нелинейную сюжетную линию, «показывая некоторых самых колоритных игровых персонажей, включая Скорпиона и Саб-Зиро, в то же время будут внедрены новые, которые представляют силы добра и зла и связывают историю вместе». На E3 2014 было подтверждено, что сюжет охватывает промежуток между окончанием предыдущей игры и последующие 25 лет после этого (причём сюжет может «скакать» между конкретными датами, например, спустя 5 или 10 лет). Поэтому в игре представлены как новые бойцы, так и старые, но с поправкой на возраст.

### Сюжет игры
Во вступлении Джонни Кейдж рассказывает молодому поколению о Войне Богов, поражении Шиннока в ней и дальнейшем заточении его в Нижнем Мире (Преисподней). Где Шиннок сверг правителя Люцифера и стал править сам. Он веками вынашивал план мести Старшим Богам. События 9-й части — изменение хода событий, уничтожение Шао Кана за нарушение правил Турнира и гибель почти всех защитников Земли, впоследствии оживлённых некромантом Куан Чи: всё это было частью плана Шиннока по ослаблению и захвату Внешнего Мира и Земного Царства.
Сюжет начинается с атаки демонов Нижнего Мира и нежити, поднятой Братством Тени, на Землю, чудом пережившую вторжение Шао Кана. Кейдж, оставивший профессию актёра и служащий в Спецназе полевым агентом, вместе со слепым самураем-телепатом Кенши, майором Соней Блейд и отрядом оперативников на вертолете в составе эскадры летят к порталу, ведущему к Храму Рейдена, где находится Джинсей — сущность Жизни и источник силы Земли. Герои подвергаются атаке Скорпиона и призрака Саб-Зиро, ставшего обратно человеком благодаря магии Куан Чи. Отряд спецназа погибает от рук этих ниндзя, а вертолёт падает, но герои всё же добираются до портала и переносятся к Храму, где Рейден и его соратник Фуджин с трудом сдерживают натиск низложенного Старшего Бога Шиннока и некроманта Куан Чи, а также демонов и бывших Защитников Земли (Страйкера, Кабала и Синдел) воскрешенных в виде зомби. Шиннок добирается до источника Джинсея и пытается заключить Рейдена и Фуджина в свой амулет, но в последний момент Джонни Кейдж в схватке одолевает Шиннока и помогает Райдэну заключить злодея в того собственный амулет.
Основная угроза устранена, но Куан Чи ещё на свободе. Поэтому Рейден заключает с Коталь Каном, новым правителем Внешнего Мира, «Пакт Рейко» (договор о нейтралитете) и ведёт войну с Преисподней и повстанцами Милины.
Кейдж заканчивает свой рассказ и поручает молодым оперативникам Кэсси Кейдж, Джеки Бриггс, Кунг Джин и Такэде Такахаси найти клан Лин-Куэй и их лидера Саб-Зиро и убедиться в их лояльности Земному Царству, однако задание оказывается проверкой отряда на слаженность.
В это время Коталь Кан, правитель Внешнего Мира пытается подавить мятеж и поймать Милину, наследницу Шао Кана и принцессу Внешнего Мира, свергнутую Коталем. Земляне прибывают во Внешний Мир и требуют аудиенции у императора, однако сам Коталь обращает на землян своё внимание лишь после стычки тех с его свитой. Кэсси Кейдж и Ди’Вора ловят и доставляют Милину к Коталь Кану. По решению Императора Милину казнила Ди’Вора, что является знаком подавления восстания. Амулет Шиннока, похищенный у Рейдена Милиной, должен был быть передан Коталь Кану, но Ди’Вора оказалась шпионом Куан Чи и похитила амулет, подставив землян. Император винит в краже амулета молодых оперативников, а их скорый побег лишь провоцирует императора атаковать Земное Царство.
Сюжет разбавляется флэшбеками о некоторых событиях, происходивших в течение 25 лет между свержением Шао Кана и основными событиями игры: таких как свержение Милины, провозгласившей себя новой императрицей Внешнего Мира, её советником Коталем; смерть Бараки и присоединение Ди’Воры, Рептилии и Эрмака к новому императору. Проникновение юного Кунг Джина в качестве вора в храм Рейдена за семейной реликвией и дальнейший разговор с богом, подтолкнувший его к поступлению в академию Ву-Ши. Освобождение душ Саб-Зиро, Скорпиона и Джакса из-под влияния Куан Чи. Встреча отца и сына, Кенши и Такеды, инициатором которой стал Ханзо Хасаши, вновь ставший человеком.
По просьбе генерала Сони Блейд, Джакс соглашается поймать Куан Чи, так как лучше всех освобожденных от посмертного рабства знает этого некроманта. Он в составе отряда Спецназа проникает в Преисподнюю, атакует подручных Куан Чи и захватывает колдуна в плен, перед этим сразившись с призраком Синдел. Кано, ныне наёмник, проникает в лагерь беженцев на Земле и пытается выручить некроманта, но Соня вычисляет своего кровного врага и, избив его, берёт под стражу.
Мастер Хасаши, получив от Саб-Зиро доказательства причастности Куан Чи к войне между их кланами (Ширай-Рю и Лин-Куэй), приходит в Лагерь Беженцев и требует у Сони Блейд выдачи колдуна. Она отказывается, и Хасаши приходится силой вытаскивать некроманта, пока его клан обезоруживает военных на базе. Ди’Вора прибывает к Куан Чи с амулетом, и в последний момент, перед смертью, колдун успевает с помощью заклинания освободить Шиннока из амулета, после чего позволяет Скорпиону убить себя. Шиннок калечит землян и забирает Джонни Кейджа с собой к Джинсей.
Рейден, прибывший в храм для восстановления, встречает наставника Бо Рай Чо. Одолев громовержца, падший бог отравляет Джинсей. Команда молодых оперативников сбегает из плена на Землю, но их настигает армия Коталь Кана. Император отказывается от «Пакта Рейко» и вторгается на Землю, но, видя порчу Шиннока в небесах, решает убить беглецов, дабы смягчить гнев Шиннока и подготовить своё царство к нападению Ада. Им мешает клан Лин Куэй и великий мастер Саб-Зиро. Кэсси и команда проникают в храм. Пока Джекки, Такеда и Кун Джин сражаются с бывшими Защитниками Земли, Кэсси одерживает верх над Демоническим Шинноком. Рейден очищает Джинсей, забирая отраву в себя.
Испорченный демонической энергией падшего Бога, Рейден меняет свои приоритеты. Теперь он не будет только защищать Землю — он намерен уничтожить любого, кто представляет угрозу для Земного Царства, о чём и сообщает Лю Кану и Китане, ставшими новыми правителями Преисподней. Он бросает им отрубленную, но ещё живую голову Шиннока, после чего покидает Преисподнюю.

## История появления персонажей
- Наряду с уже задействованными в игре Скорпионом и Саб-Зиро, представлены 8 новых бойцов: Ди’Вора (англ. D'Vorah), женщина-насекомое; Ферра/Торр (англ. Ferra/Torr), пара, состоящая из карлицы и гиганта в маске; Кэсси Кейдж (англ. Cassie Cage), дочь Джонни Кейджа и Сони Блейд; Коталь Кан (англ. Kotal Kahn), внешне стилизован под ацтекского «бога войны»[11], описан как новый император Внешнего Мира[12]. Была информация, что он родственник Шао Кана, но Эд Бун опроверг эти слова и объяснил, что «Кан» — всего лишь титул правителя; Джаклин Бригс, дочь Джакса и его жены Веры; Кунг Джин, племянник Кунг Лао; Такэда Такахаси, сын Кэнси; Эрон Блэк, наемный убийца.
- Возвращение Райдэна было подтверждено на EVO 2014[13].
- Немецкая версия журнала GamePro подтвердила появление Кано, которое вскоре было подтверждено официальным трейлером. Горо был заявлен в качестве эксклюзивного персонажа из DLC, доступного для предварительного заказа[3].
- 2 октября 2014 года, в ходе конференции Sony на выставке Игромир 2014 в качестве бойца был представлен Куан Чи[14].
- 27 февраля 2015 года в сюжетном трейлере были продемонстрированы такие новые и старые персонажи, как: Джеки Бриггс, Такахси Такэда, Кун Цзинь, Эррон Блэк, Рейн, Синдел, Милина и Шиннок[15].
- 3 марта 2015 года в сеть были слиты изображения трёх будущих бойцов MKX: Джакса, Сони Блейд и Джонни Кейджа[16].
- 5 марта 2015 года, на ежегодной конференции разработчиков GDC, старший продюсер игры Адам Урбано подтвердил наличие в игре Джонни Кейджа и Кенши[17].
- 12 марта 2015 года, в новом трейлере, посвященном семье Кейдж, в качестве играбельных персонажей были представлены: Джонни Кейдж, Соня Блейд, Кенши, Милина, а также Джакс в облике зомби[18].
- 13 марта 2015 года в статье журнала Polygon стало известно, что в игру вернутся такие персонажи, как: Фуджин, Страйкер, Кабал и Смоук.
- 16 марта 2015 года благодаря слитым в сеть скриншотам стало известно, что очередными играбельными персонажами станут: Эррон Блэк, Джакс, Шиннок и Саб-Зиро (Куай-Лиенг)[19].
- 20 марта 2015 года благодаря трейлеру Kombat Pack DLC стало известно, что в игру попадут такие персонажи классических фильмов и серии MK, как: Джейсон Вурхиз, Хищник, Таня и Тремор[20].
- 21 марта 2015 года из пресс-релиза Warner Bros. стало известно, что Лю Кан будет заявлен в качестве играбельного бойца[21].
- 26 марта 2015 года, в новом трейлере посвящённом Шаолиню, в качестве играбельного персонажа был показан Лю Кан[22].
- 1 апреля 2015 года, в трейлере посвященном семье Бриггс, в качестве играбельного персонажа был представлен Джакс[23].
- 6 мая 2015 года вышел первый персонаж из набора Kombat Pack Джейсон Вурхиз[24].
- 2 июня 2015 года вышел второй персонаж из набора Kombat Pack Таня[25].
- 7 июля 2015 года вышел третий персонаж из набора Kombat Pack Хищник[26]. В этот же день вышел набор из 4-х классических фаталити для персонажей Скорпион, Саб-Зиро, Соня Блейд и Джонни Кейдж.
- 21 июля 2015 года вышел четвёртый персонаж из набора Kombat Pack Тремор[27]. В этот же день вышел набор из 4-х классических фаталити для персонажей Джакс, Кун Лао, Китана и Милина.
- 3 декабря 2015 года был анонсирован второй Kombat Pack, в который войдут Бо Рай Чо, Три-Борг (персонаж-киборг, который соединяет Сайракса, Сектора, Смоука и Кибер Саб-Зиро), Кожаное лицо и Чужой.
- 20 января 2016 года вышел трейлер Mortal Kombat XL — расширенного издания Mortal Kombat X, которое будет включать в себя оба Kombat Pack’а и все прошлые вышедшие DLC. Mortal Kombat XL (вместе с Kombat Pack 2) вышел на платформах PlayStation 4 и Xbox One 1 марта 2016 года.
- Mortal Kombat XL (вместе с Kombat Pack 2) вышла для Microsoft Windows 4 октября 2016 года.

## Персонажи
Новые персонажи выделены жирным шрифтом
| Персонаж                         | Вариация боя    | Вариация боя       | Вариация боя      | Вариация боя                        |
| -------------------------------- | --------------- | ------------------ | ----------------- | ----------------------------------- |
| Кэсси Кейдж                      | Спецоперация    | Голливуд           | Скандалист        |                                     |
| Ди’Вора                          | Отрава          | Пчелиная матка     | Мать-героиня      |                                     |
| Эрмак                            | Призрак         | Повелитель душ     | Мистик            |                                     |
| Эррон Блэк                       | Снайпер         | Стрелок            | Преступник        |                                     |
| Ферра/Торр                       | Лакей           | Беспощадность      | Злоба             |                                     |
| Горо                             | Бешенство тигра | Клыки Дракона      | Куатанский Воин   |                                     |
| Джеки Бриггс                     | Хай-Тек         | Дробовик           | Автомат           |                                     |
| Джакс                            | Рестлер         | Тяжелое вооружение | Подкачка          |                                     |
| Джонни Кейдж                     | В.И.П.          | На кулачках        | Дублёр            |                                     |
| Кано                             | Коммандо        | Кибернетик         | Головорез         |                                     |
| Кенши                            | Баланс          | Кэндзюцу           | Одержимый         |                                     |
| Китана                           | Скорбная        | Королевский шторм  | Ассасин           |                                     |
| Коталь Кан                       | Бог Солнца      | Бог Войны          | Бог Крови         |                                     |
| Кун Лао                          | Фокус со шляпой | Буря               | Бензопила         |                                     |
| Кун Цзинь                        | Шаолинь         | Бодзюцу            | Наследие          |                                     |
| Лю Кан                           | Дуализм         | Огненный кулак     | Огонь дракона     |                                     |
| Милина                           | Хищница         | Пронизывающая      | Бесплотная        |                                     |
| Куан Чи                          | Заклинатель     | Чародей            | Чернокнижник      |                                     |
| Райдэн                           | Повелитель бурь | Бог Грома          | Вытеснитель       |                                     |
| Рептилия                         | Ядовитый        | Мнимый             | Ловкий            |                                     |
| Скорпион                         | Инферно         | Ниндзюцу           | Адское пламя      |                                     |
| Шиннок                           | Некромант       | Самозванец         | Игра в кости      | Демонический Шиннок (Неиграбельная) |
| Соня Блейд                       | Спецназ         | Спецагент          | Уничтожение       |                                     |
| Саб-Зиро                         | Великий мастер  | Криомансер         | Непробиваемость   |                                     |
| Такеда                           | Ронин           | Сирай-Рю           | Кнутобой          |                                     |
| Таня (Kombat Pack DLC)           | Пиромант        | Кобу Дзюцу         | Драконья Нагината |                                     |
| Тремор (Kombat Pack DLC)         | Кристаллический | Афтершок           | Металлический     |                                     |
| Триборг (Kombat Pack 2 DLC)      | Смоук (LK-7T2)  | Сектор (LK-9T9)    | Сайракс (LK-4D4)  | Кибер Саб-Зиро (LK-520)             |
| Бо Рай Чо (Kombat Pack 2 DLC)    | Бартицу         | Дыхание дракона    | Пьяный мастер     |                                     |
| Гостевой персонаж                | Вариация боя    | Вариация боя       | Вариация боя      | Вариация боя                        |
| Джейсон Вурхиз (Kombat Pack DLC) | Неостановимый   | Слэшер             | Беспощадный       |                                     |
| Хищник (Kombat Pack DLC)         | Хиш-ку-тен      | Воин               | Охотник           |                                     |
| Кожаное лицо (Kombat Pack 2 DLC) | Красотка        | Убийца             | Мясник            |                                     |
| Чужой (Kombat Pack 2 DLC)        | Таркатанец      | Кислотник          | Трюкач            |                                     |

### Камео
- Барака;
- Кабал (Ревенант);
- Ли Мей;
- Ночной Волк (Ревенант);
- Рейн;
- Сарина;
- Сектор (в сюжете присутствует его голова);
- Синдел (Ревенант);
- Смоук (Ревенант);
- Страйкер (Ревенант);
- Фрост;
- Фуджин.

## Актёры озвучивания
- Эшли Берч — Кэсси Кейдж
- Даниель Николе — Джеки Бриггс, Сарина
- Стив Блум — Саб-Зиро, Рептилия, Бо Рай Чо
- Филл ЛаМарр — Коталь Кан
- Келли Ху — Ди’Вора, Синдел, Фрост
- Грей Делайл (стоны), Карен Страссман (диалоги) — Китана, Милина
- Майкл МакКоннохи — Кано
- Джеймисон Прайс — Ермак, комментатор
- Ричард Эпкар — Рейден
- Лани Минелла — Синдел
- Патрик Сайц — Скорпион
- Том Чой — Лю Кан
- Грег Иглз — Джакс, Барака
- Триша Хелфер — Соня Блейд
- Уилл Юн Ли — Кун Лао
- Джонни Йонг Бош — Кун Джин
- Перри Шен — Такеда
- Эндрю Боуен — Джонни Кейдж, Рейн, Смоук
- Рональд М. Бэнкс — Куан Чи
- Вик Чао — Кенши, Горо, Сектор, Триборг
- Трой Бейкер — Эррон Блэк, Шиннок, Фуджин
- Дженнифер Хейл — Таня
- Тара Стронг — Ферра, Ли Мей
- Фред Таташор — Торр, Тремор
- Нейтан Хошнер — диктор в концовках
- Карл Уэзерс — Джакс (костюм Джорджа Диллона)
- Ди Брэдли Бейкер — Хищник, Чужой

## Разработка
В апреле 2012 года NetherRealm Studios публично объявила о найме на работу для развития проектов на игровых приставках восьмого поколения. В июле 2013 года объявлено о разработке новой игры серии Mortal Kombat, которая будет выпущена одновременно с перезагрузкой фильмов в сентябре 2015 года. Продюсер веб-сериала Mortal Kombat: Legacy, Лэнс Слоун, во время интервью для канала GamerHub.TV на выставке Comic-Con 2013 оговорился, что новая часть игры уже сейчас находится в разработке и выйдет одновременно с фильмом. Позже, актёр Кифер Сазерленд упомянул, что принимал участие в работе над новой игрой серии Mortal Kombat. Согласно резюме Карен Штрассман, которая озвучила Китану и Милину в Mortal Kombat 2011 года, рабочее название игры было Mortal Kombat 2:6.
В начале мая 2014 года создатель серии Эд Бун ежедневно задавал загадки в своём Твиттере, ответ на которые представлял собой обратный отсчёт времени до предполагаемой даты анонса, следовательно 2 июня. Намекая на название будущей игры Mortal Kombat X, он также разместил в Твиттере фото с эмблемой Lincoln MKX. Изображения постера игры и обновлённого логотипа серии просочились в Интернет 28 мая 2014 года.
2 июня 2014 года, действительно была официально анонсирована игра под названием Mortal Kombat X, а также показан трейлер с персонажами Скорпиона и Саб-Зиро. Впервые игра была продемонстрирована публике на E3 2014, где были выявлены четыре новых персонажа, кроме двух уже показанных в трейлере. Собрав более чем одиннадцать миллионов просмотров, этот трейлер стал третьим по количеству просмотров на YouTube во втором квартале 2014 года.
Разработчики из NetherRealm Studios работают только над версиями для PlayStation 4 и Xbox One, также возможно они сделают версию для ПК, «но приставки являются приоритетными», сообщил Эд Бун. Игра «Mortal Kombat X» использует специальную версию движка Unreal Engine 3, и при этом должна работать на экранах с разрешением дисплея 1080p и производительностью 60 FPS.

## Комиксы
К игре вышла серия одноимённых комиксов-приквелов.

## Отзывы и критика
| Сводный рейтинг       | Сводный рейтинг              |
| Агрегатор             | Оценка                       |
| --------------------- | ---------------------------- |
| GameRankings          | 84,18 % (PS4) 85,97 % (XONE) |
| Metacritic            | 83/100 (PS4) 83/100 (XONE)   |
| Иноязычные издания    |                              |
| Издание               | Оценка                       |
| Game Informer         | 9,25/10                      |
| GameSpot              | 8/10                         |
| GamesRadar+           | [ 44 ]                       |
| GameTrailers          | 8,4                          |
| IGN                   | 8,4/10                       |
| Polygon               | 9/10                         |
| VentureBeat           | 65/100                       |
| The Escapist          | [ 49 ]                       |
| Русскоязычные издания |                              |
| Издание               | Оценка                       |
| 3DNews                | 9/10                         |
| «IGN Россия»          | 9/10                         |
| PlayGround.ru         | 9/10                         |
| Riot Pixels           | 75 %                         |
| StopGame.ru           | Похвально                    |
| «Игромания»           | 8/10                         |
| «Игры Mail.ru»        | 10/10                        |
| «Канобу»              | 8,5/10                       |

Mortal Kombat X был тепло принят игровой прессой. Журнал Игромания оценил игру на восемь баллов из десяти возможных. Рецензент отметил прекрасную механику и арт-дизайн. Критике подверглась сюжетная кампания и новые персонажи.
| У Mortal Kombat X все отлично с механикой, а это главное. Это очень хороший файтинг, за которым вы проведете многие месяцы и даже годы. Но в том ли направлении движется серия, избавляясь от старых персонажей и заменяя их молодыми «клонами»? Большой вопрос. — игровой журнал «Игромания» |

Летом 2018 года, благодаря уязвимости в защите Steam Web API, стало известно, что точное количество пользователей сервиса Steam, которые играли в игру хотя бы один раз, составляет 1 455 905 человек.

## Продолжение
23 апреля 2019 года состоялся выход Mortal Kombat 11 на PlayStation 4, Xbox One и ПК.
10 мая 2019 года вышла версия для Nintendo Switch.